# Macraucheniidae
Die Macraucheniidae sind eine ausgestorbene Familie der Säugetierordnung Litopterna, die während des Känozoikums in Südamerika gelebt hat und deren letzte Vertreter erst im Mittleren Holozän vor rund 3500 Jahren ausgestorben sind.
Die Macraucheniidae lassen sich in drei Unterfamilien und 16 Gattungen einteilen. Alle bekannten Formen waren mittelgroß bis sehr groß. Im Bezug auf Schädelbau und Gebiss waren die Macraucheniidae weniger fortschrittlich als die mit ihnen verwandten Proterotheriiden. Typisch ist eine Rückverlagerung der Nasenöffnung zur Schädelmitte sowie eine vollständige Zahnformel.
Man kennt Überreste dieser Familie aus Argentinien, Brasilien, Bolivien, Chile und Kolumbien. Die Familie ist seit dem oberen Paläozän nachgewiesen. Mit Macraucheniopsis ensenadensis (Ensenadan) und Macrauchenia patachonica (Ensenandan bis Lujanian) ist die Familie bis Pleistozän belegt. Bisweilen wird eine weitere pleistozäne Form Xenorhinotherium bahiense aus dem nordöstlichen Brasilien und aus Venezuela unterschieden. Diese wird allerdings von anderen Autoren als identisch mit Machrauchenia patachonica angesehen.